# Trattato di Fontainebleau (1785)
Il trattato di Fontainebleau dell'8 novembre 1785, concluso fra l'imperatore Giuseppe II d'Asburgo-Lorena e la Repubblica delle Sette Province Unite, al termine della cosiddetta  guerra della marmitta ovvero il tentativo del primo di ottenere dalla seconda ampie concessioni territoriali ad ingrandimento dei propri domini nei Paesi Bassi cattolici, oltre che la libera navigazione della Schelda (ovvero la riattivazione del porto di Anversa).
Il confronto venne impedito dall'intervento della diplomazia del Regno di Francia di Luigi XVI, il quale intendeva impedire uno scontro fra due alleati:
- le Province Unite, accanto alla quale aveva combattuto contro la Gran Bretagna la guerra per l'indipendenza delle colonie americane (nota nei Paesi Bassi come quarta guerra anglo-olandese);
- l'Impero, sin dai tempi della guerra dei sette anni (1756-1763) condotta da Maria Teresa d'Austria accanto a Luigi XV di Francia, rispettivamente madre della moglie di Luigi XVI Maria Antonietta e nonno del medesimo. Ciò che faceva del Re di Francia il cognato di Giuseppe II.

Assunta l'iniziativa della mediazione, la diplomazia francese cominciò profittando della situazione per vincere le residue resistenze olandesi ad aggiungersi al trattato di Parigi del 3 settembre 1783, che aveva posto fine alla guerra d'indipendenza americana e già sottoscritto da tutti i restanti contendenti. Cosa che avvenne il 20 maggio 1784.
Di seguito, Parigi convinse Vienna e L'Aia ad un compromesso, sottoscritto l'8 novembre 1785 nel castello di Fontainebleau. Fra le sue principali disposizioni:
- le Province Unite mantenevano il diritto di bloccare la navigazione sulla Schelda (quindi di impedire la rinascita del porto di Anversa, ciò che avrebbe fortemente danneggiato i commerci di Amsterdam).
- esse accettavano, però, di demolire alcuni dei forti che ne controllavano il corso.
- la frontiera con i Paesi Bassi cattolici tornava a quanto in vigore nel 1664, ciò che implicava la cessione di alcuni piccoli territori, fra i quali il grande Fort Lillo.
- Giuseppe II rinunciava ad ogni residuo diritto su Maastricht, in cambio del pagamento di 9 500 000 di fiorini.

Pochi giorni più tardi, Parigi e L'Aia formalizzarono la propria alleanza (nei fatti risalente alla quarta guerra anglo-olandese) con la firma di una confederazione difensiva. Come buona prova della propria amicizia, Parigi anticipò 4 500 000 fiorini del riscatto di Maastricht.
Il prosieguo, però, fu decisamente infelice, a causa dello scoppio della Prima Rivoluzione batava e le Province Unite passarono ad affidarsi all'alleanza con Prussia e Gran Bretagna (Triplice Alleanza (1788)).